# مينو كوتش
مينو كوتش (بالهولندية: Menno Koch) (2 يوليو 1994 في هولندا - ) هو لاعب كرة قدم هولندي في مركز قلب الدفاع. شارك مع منتخب هولندا تحت 17 سنة لكرة القدم ومنتخب هولندا تحت 19 سنة لكرة القدم. أما مع النوادي، فقد لعب مع نادي آيندهوفن وناك بريدا وJong PSV ‏.

## وصلات خارجية
- مينو كوتش على موقع قاعدة بيانات كرة القدم.إي يو (الإنجليزية)
- مينو كوتش على موقع Soccerway.com (الإنجليزية)
- مينو كوتش على موقع عالم كرة القدم.نت (الإنجليزية)
- مينو كوتش على موقع AS.com (الإسبانية)